# Henning Ohlsson
Henning Ohlsson, född 14 juli 1887 i Kristinehamn, död på samma ort 14 mars 1960, var en svensk skådespelare, konstnär, yrkesmålare, skulptör och skald.
Ohlsson studerade vid Wilhelmsons målarskola i Stockholm, och arbetade därefter några år som yrkesmålare för Emanuel Johansson. Bland hans mer uppmärksammade tavlor hör porträttet av kristinehamnskonstnären Martin Nilsson. 
Ohlsson arbetade egentligen som dekorationsmålare. Han gjorde bland annat dekorationer till Gustaf Edgrens revyer i Kristinehamn. Vid sidan av måleriet verkade han som amatörskådespelare. Han filmdebuterade 1921 i Erik A. Petschlers filmatisering av folklustpelet Värmlänningarna och kom att medverka i drygt 15 filmer.

## Filmografi
Skådespelare
- 1921 – Värmlänningarna
- 1922 – Fröken på Björneborg
- 1923 – Närkingarna
- 1924 – Trollebokungen
- 1925 – Skeppargatan 40
- 1925 – Skärgårdskavaljerer
- 1927 – Arnljot
- 1933 – Hälsingar
- 1934 – Karl Fredrik regerar
- 1935 – Bränningar
- 1938 – I nöd och lust
- 1947 – Livet i Finnskogarna
- 1947 – Tösen från Stormyrtorpet
- 1949 – Hin och smålänningen
- 1953 – Ursula – flickan i finnskogarna
- 1955 – Finnskogens folk